# Polystichum tetsuyamense
Polystichum tetsuyamense är en träjonväxtart som beskrevs av Satoru Kurata och Shunsuke Serizawa.
Polystichum tetsuyamense ingår i släktet Polystichum och familjen Dryopteridaceae. Inga underarter finns listade i Catalogue of Life.